# Diecezja Mbulu
Diecezja Mbulu – diecezja rzymskokatolicka  w Tanzanii. Powstała w 1943 jako prefektura apostolska. Podniesiona w 1952 do rangi wikariatu apostolskiego a w 1953 - diecezji. 

## Biskupi diecezjalni
- Patrick Winters,  † (1944–1971)
- Nicodemus Atle Basili Hhando † (1971–1997)
- Juda Thadaeus Ruwa'ichi, O.F.M.Cap. (1999–2005)
- Beatus Kinyaiya, O.F.M.Cap., (2006–2014)
- Anthony Lagwen (od 2018)